# Un difetto di famiglia
Un difetto di famiglia è un film per la televisione andato in onda in prima visione nel 2002, diretto da Alberto Simone. Protagonisti sono Lino Banfi e Nino Manfredi. Alla prima messa in onda il film per la TV raccoglie ben 7.648.000 spettatori con uno share del 34,10%.

## Trama
Nel giorno fissato per il matrimonio della figlia, Nicola si trova a dover piangere la morte dell'anziana madre. Durante il suo funerale ricompare, dopo quarant'anni, Francesco, l'altro figlio della defunta, che in giovane età, rendendo pubblica la sua omosessualità, aveva causato uno scandalo alla famiglia. I due fratelli si detestano ma, nel rispetto delle volontà materne, sono costretti a viaggiare insieme per accompagnare la salma al loro paese natale. Inoltre durante il viaggio Nicola scopre tante altre cose sulla vita di Francesco.

## Produzione
Il film è stato girato a Pesaro.
Molte scene sono state girate in Piemonte, in particolare a Stresa (VB) ed Orta San Giulio (NO)

## Colonna sonora
La colonna sonora del film è composta, strumentata e diretta dal maestro Ennio Morricone.
Tracce
Eccole le 14 tracce che compongono la colonna sonora.
1. Un difetto di famiglia
2. Ricordi e memorie
3. Periferia
4. Viaggio con la madre
5. Ambiguità
6. Canzone di provincia
7. Dopo 40 anni
8. Fratelli
9. Cinque in canone
10. Lontananza e depressione
11. Prima del tuffo
12. Storie di casa
13. Ricordi e memorie
14. Ambiguità